# 댈러스 볼러스
댈러스 볼러스(Dallas Ballers)는 미국 텍사스주 댈러스를 연고지로 하는 JBA  소속 농구 팀이다.